# Aleš Dufek
Aleš Dufek (* 17. listopadu 1973 Zlín) je český politik a advokát, od roku 2021 poslanec Poslanecké sněmovny PČR, od června 2023 předseda Poslaneckého klubu KDU-ČSL, v letech 2016 až 2020 zastupitel Zlínského kraje, od roku 2010 zastupitel, v letech 2010 až 2014 a opět v letech 2018 až 2021 náměstek primátora města Zlín, v letech 2013 až 2017 předseda hnutí Zlín 21, od roku 2017 člen KDU-ČSL.

## Život
Po absolvování Gymnázia Zlín-Lesní čtvrť vystudoval obor právo na Právnické fakultě Masarykovy univerzity (promoval v roce 1997 a získal titul Mgr.).
Po tříleté povinné praxi advokátního koncipienta začal pracovat ve vlastní advokátní kanceláři. V roce 2012 se pak stal i jednatelem Dopravní společnosti Zlín-Otrokovice.
V letech 2002 až 2009 byl předsedou Matice svatohostýnské.
Aleš Dufek je ženatý a má tři syny, žije ve Zlíně. Je také hráčem stolního tenisu v klubu KST Zlín, kde hrají i všichni tři jeho synové.

## Politické působení
Do politiky se pokoušel vstoupit, když v komunálních volbách v roce 1994 kandidoval jako člen Svobodných demokratů (OH) v rámci subjektu „Sdružení ČMSS, SD(OH), NK“ do Zastupitelstva města Zlína, ale neuspěl. Městským zastupitelem se stal až o 16 let později, když úspěšně kandidoval v komunálních volbách v roce 2010 jako nestraník za STAN na kandidátce „TOP 09 a Starostové/Nezávislí“. V listopadu 2010 byl navíc zvolen 2. náměstkem prímátora města Zlína, dále působil jako člen Majetkové komise.
Na podzim 2013 opustil zastupitelský klub TOP 09 a STAN a stal se členem nového hnutí Zlín 21. Na konci října 2013 byl zvolen předsedou tohoto hnutí. V komunálních volbách v roce 2014 obhájil post zastupitele města jako člen hnutí Zlín 21 na kandidátce subjektu „KDU-ČSL a Zlín 21 – Společně pro Zlín“. Nepodařilo se mu však již udržet funkci náměstka primátora. Kromě pozice opozičního zastupitele byl také členem Kontrolního výboru a členem Majetkové komise.
Ve volbách do Senátu PČR v roce 2014 kandidoval jako člen hnutí Zlín 21 za KDU-ČSL v obvodu č. 78 – Zlín. Se ziskem 17,81 % hlasů skončil na 3. místě, a nepostoupil tak ani do kola druhého. V krajských volbách v roce 2016 byl z pozice člena hnutí Zlín 21 zvolen na kandidátce KDU-ČSL zastupitelem Zlínského kraje. Ve volbách v roce 2020 mandát obhajoval, ale neuspěl.
Od roku 2016 je také členem Rady Evropy ve Strasburgu. V prosinci 2017 skončil jako předseda hnutí Zlín 21 a stal se členem KDU-ČSL.
V komunálních volbách v roce 2018 do Zastupitelstva města Zlína byl z pozice člena KDU-ČSL lídrem kandidátky této strany a tudíž i kandidátem na post primátora města. Mandát zastupitele města ve volbách obhájil, následně se stal neuvolněným náměstkem primátora. Funkci zastával do konce roku 2021, kdy na ni vzhledem k souběhu poslaneckého mandátu rezignoval. Ve volbách v roce 2022 mandát zastupitele města obhájil, a to jako člen KDU-ČSL na kandidátce s názvem „KDU-ČSL s podporou TOP 09 a nezávislých kandidátů“.
Ve volbách do Poslanecké sněmovny PČR v roce 2021 kandidoval z pozice člena KDU-ČSL na 6. místě kandidátky koalice SPOLU (tj. ODS, KDU-ČSL a TOP 09) ve Zlínském kraji. Vlivem 8 163 preferenčních hlasů však skončil na 4. místě, a byl tak zvolen poslancem.
Dne 27. června 2023 byl zvolen předsedou Poslaneckého klubu KDU-ČSL. Ve funkci vystřídal Marka Výborného, který se stal ministrem zemědělství. Ve volbách do Poslanecké sněmovny PČR na podzim 2025 však již kandidovat nechce.